# Ekedalen
Ekedalen est une localité de la commune de Tidaholm dans le comté de Västra Götaland en Suède.
Sa population était de environ 456 habitants en 2023.

## Rapport IKEA
Ekedalen est également une collection IKEA imaginée par Ehlén Johansson